# (25358) Boskovice
(25358) Boskovice est un astéroïde de la ceinture principale.

## Description
(25358) Boskovice est un astéroïde de la ceinture principale. Il fut découvert le 2 octobre 1999 à l'Observatoire d'Ondřejov par Lenka Šarounová. Il présente une orbite caractérisée par un demi-grand axe de 2,33 UA, une excentricité de 0,15 et une inclinaison de 3,6° par rapport à l'écliptique.

## Compléments